# Chapelle San Nicola alle Sacramentine

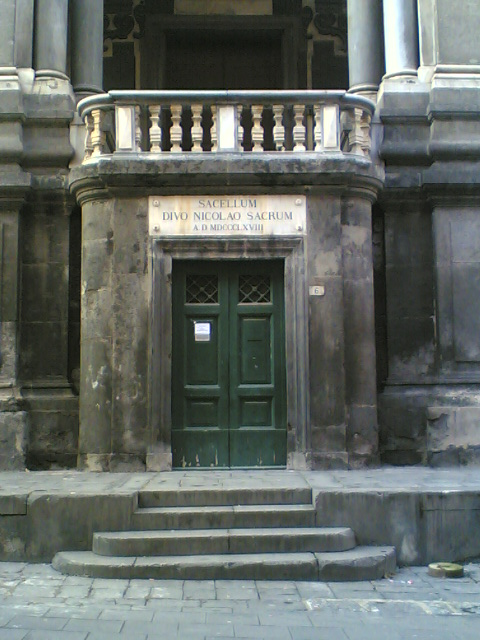
Entrée de la chapelle.

La chapelle San Nicola alle Sacramentine (Saint-Nicolas-des-Sacramentines) est une chapelle du centre historique de Naples consacrée à saint Nicolas. Elle donne piazzetta San Giuseppe dei Ruffi, juste en dessous de l'église San Giuseppe dei Ruffi.

## Histoire et description
Une première église, qui n'existe plus aujourd'hui, est bâtie en 1281, sous Charles Ier d'Anjou. Elle se trouvait le long du tracé de l'actuelle via Duomo. Lorsque cette nouvelle voie est ouverte en 1869, cette église est démolie.
Il est donc décidé d'attribuer l'espace sous l'entrée de l'église San Giuseppe dei Ruffi (datant du XVIIe siècle) à une chapelle. On y trouvait un tableau de Domenico Guarino, présenté aujourd'hui au musée national de Capodimonte.
La chapelle abrite aujourd'hui un bureau de la curie archidiocésaine de Naples.

## Source de la traduction
- (it) Cet article est partiellement ou en totalité issu de l’article de Wikipédia en italien intitulé « Chiesa di San Nicola alle Sacramentine » (voir la liste des auteurs).